# Heleioporus eyrei
Heleioporus eyrei és una espècie de granota que viu al sud-oest d'Austràlia.